# 2008년 그리스 시위

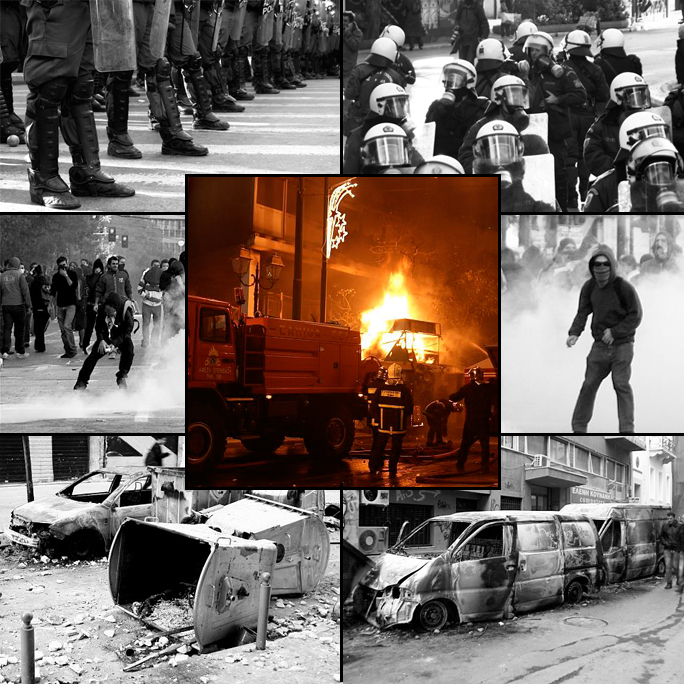
2008년 그리스 반정부 시위의 현장 모습들

2008년 그리스 반정부 시위(그리스어: Ταραχές του Δεκεμβρίου 2008 στην Ελλάδα)는 2008년 12월 6일 그리스 아테네에서 16세 소년 알렉산드로스 그리요로풀로스(그리스어: Αλέξανδρος Γρηγορόπουλος)가 경찰 에파미논다스 코르코네아스에게 총을 맞아 사망한 뒤 시작된 반정부 시위 및 폭동이다. 아테네 중심부 엑사르키아에서 소년 여럿으로 구성된 시위대와 경찰이 서로 말다툼을 하던 중 경찰이 총을 쏘았고, 총에 맞은 소년은 인근 병원으로 옮겨졌으나 숨졌다.
그리요로풀로스의 사망 소식이 알려지자 분노한 청년들이 길거리로 쏟아져 나오면서 대규모의 반정부 시위가 시작되었고, 이는 수백명의 군중이 공공시설 및 민간인 사유물에 손괴를 입히고 전경들에게 화염병을 던지는 등 폭동으로 확대되었다. 이 시위는 3일 만에 전국으로 확산되어 폭동으로 번졌고, 아테네에 이은 그리스 제2의 도시 테살로니키를 포함, 아테네와 인접한 여러 도시와 그리스 전역으로 빠르게 확산되었다. 이스탄불, 런던, 파리, 로마, 베를린, 프랑크푸르트, 마드리드, 바르셀로나, 보르도, 코펜하겐, 세비야, 레프코시아, 파포스 등 그리스 국외 여러 도시에서도 연대 투쟁이 동시다발적으로 일어났다. 카티메리니 신문은 이를 "그리스 역사에 있어 1974년 군사독재정권 몰락 이후 최악의 소요 사태"라고 표현했다.
확산되는 경제위기와 정치인들의 부패에 대한 국민들의 불만, '유럽에서 가장 심각한 실업률'로 표현될 정도로 심각한 청년실업으로 인해 미래를 개척할 수 없는 그리스 청년들의 사회에 대한 울분이 반정부 시위가 급격히 확산된 복합적인 원인이 되었다. 이는 현 보수 정권의 위기를 불러오고 있다. 이 시위는 2008년 12월 한 달간 계속되다가 2009년 1월 초에 끝났다.

## 발단
반정부 시위 및 폭동의 원인이 된 소년의 사망 사건은 2008년 12월 6일 저녁 9시 직후 아테네 중심부 엑사르키아에서 일어났다.
언론 보도에 의하면 엑사르키아 중심가의 한 가게 앞에서 특수 경호원 두 명(그리스의 경찰 편제에 있는 특수 보직으로, 공공자산 경호가 주요 임무이다)과 10대 소년 여럿 사이에 작은 말싸움이 있었다. 경호원들은 경찰차를 타고 가던 중 근처 길거리를 건너는 소년 여럿과 마주쳤다. 경찰본부는 경호원 두 명에게 소년들과 접촉하지 말고 해당 지역에서 즉시 철수할 것을 명령했으나 경호원 둘은 이에 복종하지 않았다.(이들은 명시적 상부명령을 따르지 않은 죄목으로 기소되었다) 대신 이들은 경찰차를 범그리스 사회주의 운동 당사 앞에 세워두고 차에서 내려 소년들을 상대하기 위해 트자벨라 거리까지 걸어갔다. 경찰 둘은 소년들과 욕설을 주고받았으며(목격자들에 의하면 경찰 측에서 먼저 도발했다고 한다) 그중 한 명이 총을 쏘았다. 총격이 있은 직후 소년들 중 한 명이었던 알렉산드로스 그리요로풀로스는 인근 에반겔리스모스 병원으로 옮겨졌으나 사망 판정을 받았다.
경찰의 최초 보고에 의하면 경호원들은 소년들이 돌과 병을 계속 던져댔기 때문에 방어 목적으로 총을 쏘았다고 한다. 그러나 목격자들은 경찰 둘은 소년들로부터 어떤 물리적 위협이나 공격도 받지 않았고, 목숨의 위협을 받지 않았으며, 소년들에게 접근해서 그들을 도발할 목적으로 욕설을 했다고 증언했다. 경호원 본인들은 총을 총 세 발 쏘았는데 이 중 두 발은 위협용으로 공중에, 나머지 한 발은 땅에 쏘았다고 했다. 여러 목격자들은 경찰이 소년들을 직접 겨냥하여 총을 쏘았다고 말했다. 경찰 측 변호사 알렉시스 쿠기아스의 말에 따르면, 탄도를 분석한 결과 소년은 직접 날아온 총알이 아니라 반사된 탄환에 맞은 것이라고 했다.
희생자 알렉산드로스 그리요로풀로스는 15세의 학생으로 아테네 북부 부유한 지역인 팔라이오 프시키코에 살고 있었다. 사망 직전까지 그리요로풀로스는 사립학교에 재학 중이었으며 법률가가 되는 것이 꿈이었다고 한다.

## 같이 보기
- 2011년 영국 폭동
- 2021년 그리스 시위
- 조지 플로이드 시위